# Paratepa
Paratepa là một chi bướm đêm thuộc phân họ Tortricinae của họ Tortricidae.

## Các loài
- Paratepa ferruginea Razowski & Becker, 2001